# Kiki van Beethoven
Pour les articles homonymes, voir Beethoven (homonymie).
Kiki van Beethoven est une pièce de théâtre d'Éric-Emmanuel Schmitt sous forme de monologue, qui fait suite à son essai Quand je pense que Beethoven est mort alors que tant de crétins vivent, créée le 21 septembre 2010 au Théâtre La Bruyère, à Paris.

## Création
La pièce est créée le 21 septembre 2010 au Théâtre La Bruyère à Paris par Danièle Lebrun dans une mise en scène de Christophe Lidon et une scénographie de Catherine Bluwal,.

## Argument
La pièce évoque le bouleversement dans la vie d'une femme à la suite de sa rencontre avec la musique de Ludwig van Beethoven,.

## Éditions
Édition imprimée originale
- Éric-Emmanuel Schmitt, Quand je pense que Beethoven est mort alors que tant de crétins vivent, Paris, éd. Albin Michel, 8 septembre 2010, 198 p., 144mm x 198mm (ISBN 978-2-226-21520-8 et 2-226-21520-4).

Édition imprimée au format de poche
- Éric-Emmanuel Schmitt, La Tectonique des sentiments, Kiki von Beethoven, Un homme trop facile, The Guitrys (Théâtre, Tome 4), Paris, Librairie générale française, coll. « Le Livre de poche », 21 septembre 2016, 512 p., 18 cm (ISBN 978-2-253-06895-2).